# Эстонское общество естествоиспытателей
Эстонское общество естествоиспытателей (эст. Eesti Looduseuurijate Selts) — одно из старейших научных обществ Эстонии. Оно было основано в 1853 году и с момента основания является крупной научной организацией Эстонии, занимающейся естествознанием.
Общество расположено в Тарту на улице Вильгельма Струве, 2. Оно связано с Тартуским университом и с Эстонской академией наук. Общество включает 23 специализированных секции. Общество естествоиспытателей претендует на звание старейшего научного общества в странах Балтии.
Общество располагает большой библиотекой, в которой хранится более 150 000 книг. Библиотека специализируется на публикациях о природе Эстонии.

## История
Эстонское общество естествоиспытателей было основано 10 октября 1853 года. Первые 15 лет оно было связано с Лифляндским общеполезным и экономическим обществом, а с 1878 года — с Дерптским университетом.
В 1905 году общество основало комиссию по озёрам, которая занималась изучением внутренних вод Эстонии. Примерно в то же время был создан библиотечный комитет общества. В 1920 году при обществе открылась секция охраны природы, в 1921 году — секция орнитологии, в 1928 году — секция ботаники, в 1930 году — таллинский филиал, в 1931 году — секция геологии, в 1937 году — секция энтомологии, в 1939 году — секция антропологии, в 1940 году — секция физики и химии.
Общество выпускало 3 собственных издания: непериодическое издание «Архив естественных наук Эстонии» (с 1853 года), ежегодное издание «Отчёты Общества естествоиспытателей» (с 1861 года) и научно-популярный журнал «Ээсти Лоодус» (с 1933 года).
Во время Второй мировой войны деятельность общества на несколько лет прерывалась. В 1946 году общество вошло в систему вновь образованной Академии наук Эстонской ССР.

## Председатели общества
- Карл Эдуард фон Липгарт (1853—1862)
- Гвидо Самсон фон Гиммельшерна (1862—1868)
- Карл Иоганн фон Зейдлиц (1868—1869)
- Карл Эрнст фон Бэр (1869—1876)
- Фридрих фон Биддер (1877—1890)
- Иоганн Георг Драгендорф (1890—1893)
- Карл Шмидт (1894)
- Эдмунд Аугуст Фридрих Руссов (1895—1897)
- Юлиус фон Кеннель (1898—1899)
- Карл Готфрид Константин Дегио (1899—1901)
- Григорий Левицкий (1901—1905)
- Николай Кузнецов (1905—1911)
- Евгений Шепилевский (1911—1918)
- Борис Срезневский (1918)
- Георг Ландесен (1918—1923)
- Иоганнес Пиипер (1923—1929)
- Пауль Когерман (1929—1936)
- Хуго Кахо (1936—1939)
- Теодор Липпмаа (1939—1942)
- Армин Эпик (1944)
- Карл Орвику (1946—1952)
- Харальд Хаберман (1952—1954)
- Эрик Кумари (1954—1964)
- Ханс Трасс (1964—1973 и 1985—1991)
- Эраст Пармасто (1973—1976)
- Кууло Каламеэс (1976—1985)
- Калеви Кулль (1991—1994)
- Тыну Мёлс (1994—2004)
- Марек Саммул (2004—2008)
- Тыну Вийк (2008—2014)
- Ойве Тиннь (2014—2017)
- Урмас Колялг (2017–)